# Mockobject
Een mockobject is een (software)object speciaal gemaakt om de eigenschappen en gedragingen te simuleren van een of meerdere objecten tijdens een softwaretest, zoals een unittest. Een mockobject is een testtool. Een mockobject is te vergelijken met een crashtest-dummy bij het testen van auto's, of een stuntman. Een voorbeeld is een stub of een driver. 